# Сузелятка
Сузелятка — село в Ельниковском районе Мордовии. Входит в состав Стародевиченского сельского поселения.

## История
В «Списке населённых мест Пензенской губернии за 1869» Сузелятки Польские владельческая деревня из 26 дворов Краснослободского уезда.

## Население
| 2002 | 2010 |
| ---- | ---- |
| 35   | ↘26  |

Национальный состав
Согласно результатам Всероссийской переписи населения 2002 года, в национальной структуре населения русские составляли 94 %.